# Монітори типу «Циклоп»

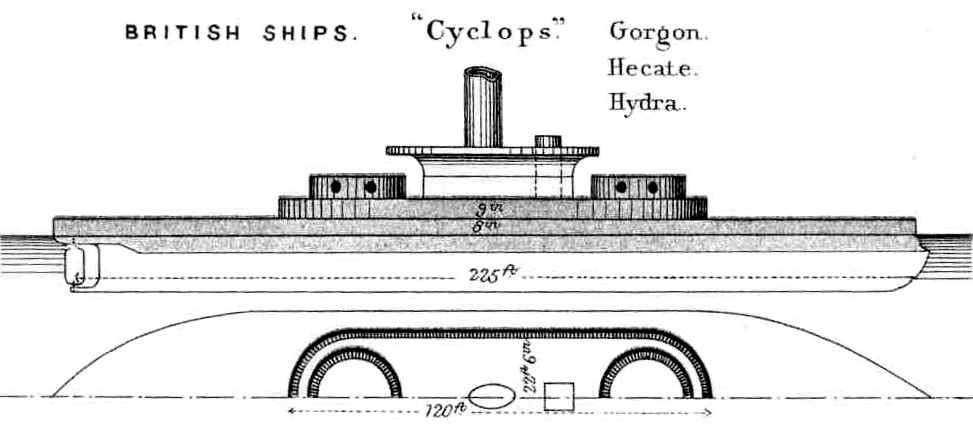
План монітору типу "Циклоп"

Монітори типу «Циклоп» (The Cyclops-class monitor) чотири брустверні монітори, побудовані для Королівського флоту впродовж 1870-х. Вони дещо модифікованими версіями моніторів типу «Цербер». Кораблі замовили, аби задовольнити потреби у місцевій обороні коли зросли побоювання щодо втягнення Великої Британії у військові дії 1870, проте швидкість їх побудови значно зменшилась, коли загроза війни зникла. Монітори типу "Циклоп" провели більшу частину своєї служби у резерві і врешті-решт були продані 1903.

## Дизайн і опис
Безпосередньою причиною того, що ці кораблі були замовлені, були потреби оборони портів через побоювання щодо втягування у Франко-прусську війну 1870 року, але конкретний проект був обраний з низки інших причин. Монітори були малими і дешевими, і їх мала осадка обмежувала їх застосування оборонними операціями. Ці характеристики подобались схильних до економії та забезпечення безпеки виключно обороною, а не превентивними діями депутатів парламенту. Адміралтейство, однак, передбачало, що монітори зможуть атакувати мілководні порти, куди більші броненосці були б неспроможні увійти. Зокрема їх можна було б застосувати на мілководдях Балтійського моря.
Кораблі будували на основі конструкції брустверних моніторів типу "Цербер", аби скоротити час на проектування і будівництво. Їх корпуси були завершені дуже швидко, але потім темп будівництва різко сповільнився, оскільки ймовірність війни, а відтак потреби у моніторах зменшилася. Вони були доставлені до Королівських корабелен у 1872 році для добудови на плаву, але минуло кілька років, перш ніж цей процес завершився.
Довжина кораблів від носу до гвинта вздовж ватерлінії складала 68,6 метри. Бімс корабля був 13,7 метра, а його максимальна осадка - 4,95 м. Водотоннажність моніторів типу "Циклоп" становила 3540 тон.  Їх екіпаж складався з 156 офіцерів і матросів.
Тодішні британські монітори  були описані адміралом Джорджем Александром Баллардом подібними  «до лицарів у повному обладунку верхи на віслюках - від них легко втекти, але небезпечно наближатися». Хоча ці монітори  могли витримувати шторми, їхні палуби часто заливало навіть при помірному хвилюванні. Умови проживання на цих кораблях помешкання оцінювалися як найгірші у флоті, які звичайні моряки називали «щурячими норами з консервованим повітрям».

## Побудова
Кожен з кораблів був відбуксирований у Девонпорт від будівельників у 1872 році. Монітори були включені до складу флоту і поміщені в резерв до остаточного завершення.
| Судно              | Будівельник                  | Закладені       | Спущено на воду     | Включено до складу флоту | Завершено       | Доля                      | Вартість  |
| ------------------ | ---------------------------- | --------------- | ------------------- | ------------------------ | --------------- | ------------------------- | --------- |
| HMS Cyclops (1871) | Залізний завод Темза, Лондон | 10 вересня 1870 | 18 липня 1871       | Січень 1872              | 4 травня 1877   | Продається 7 липня 1903   | £ 156,782 |
| HMS Gorgon (1871)  | Palmers Shipnilding, Ярроу   | 5 вересня 1870  | 14 жовтня 1871      | Квітень 1872             | 19 березня 1874 | Продається 12 травня 1903 | £ 141,254 |
| HMS Hecate (1871)  | Даджен, місто Кубітт, Лондон | 5 вересня 1870  | 30 вересня 1871     | Квітень 1872             | 24 травня 1877  | Продається 12 травня 1903 | £ 143,310 |
| HMS Hydra (1871)   | Роберт Нейпір і сини, Гован  | 5 вересня 1870  | 28 грудня 1871 року | Серпень 1872             | 31 травня 1876  | Продається 7 липня 1903   | £ 194,334 |

### Модернізація
Ще на стадії будівництва моніторів з'явилася рекомендація розширити надбудову до бортів кораблів, щоб поліпшити їхню стабільність і умови для проживання моряків. Однак ця рекомендація була реалізована аж під час капітального ремонту 1880-х. Цей ремонт також зміцнив бруствери та верхні палуби, додав ще одну водонепроникну перегородку, а також фальшивий кіль. Чотири швидкострільних 3-фунтових гармати Гочкісса були додані на бруствер для захисту від міноносців, а також п'ять кулеметів і кілька прожекторів. Це збільшило екіпаж до приблизно 191 членів  і додало 81 тонну водотонажності.

## Служба
«Горгон» був першим кораблем, який завершили, і він був тендером «Кембрідж», школи корабельних артилеристів корабля у Девенпорті, з 1874 по 1877 рік. Всі чотири кораблі були введені до складу флоту в період з квітня по серпень 1878 р. Коли існувала серйозна загроза вступу Великої Британії у Російсько-турецьку війну. Входили до складу ескадри Спеціального призначення (для захисту берегів метрополії) адмірала сера Купера Кея. «Горгон» повернувся до своїх обов'язків тендер HMS Cambridge, поки монітор не був модернізований 1888—89. Всі чотири кораблі цього типу брали участь у щорічних маневрах флоту в 1887, 1889–90 і 1892 роках. Між ними вони перебували в резерві флоту. «Горгон», як і всі однотипні монітори, була розміщена списку застарілих кораблів в 1901 році і продана в 1903 році за 8 400 фунтів стерлінгів.
HMS Hydra був наступним кораблем, що буде завершено. Після служби в ескадрі Спеціального призначення  став тендером для «Дункан». Корабель був переобладнаний в 1888—89 і перебував у резерві флоту в Чатемі до 1901 року.
Третій корабель, який буде завершено, був головним кораблем класу «Сайклопс». Він був поміщений у резерв першої черги  після добудови. Пройшов модернізацію 1887—89.
HMS Hecate був четвертим і останнім кораблем типу. Після служби в ескадрі Спеціального призначення монітор пройшов модернізацію 1885—86 і згодом був поміщений в резерв Девонпорта.